# مطر المساء (مجموعة قصصية)
مطر المساء هي مجموعة قصص قصيرة للكاتبة المغربية ربيعة ريحان، صدرت في القاهرة سنة 1999 عن الدار المصرية اللبنانية. فازت بالجائزة الأولى للإبداع النسائي في دولة الإمارات العربية المتحدة.

## عناوين المجموعة القصصية
تتكون المجموعة القصصية مطر المساء، لربيعة ريحان من تسع قصص هي:
- مطر المساء
- ألاعيب الخراب
- فاصل للقدر
- جنوح
- كسر الخاطر
- تهاويل
- بنت البراري
- جسارة
- جناح للريح.[5][6]

## اقتباسات
- " ابتسم وتمدد بثوبك المزرق الحائل،  متأملاً تخاريم الجير في السقف العتيق، لا  خيار أمامك بعد السؤال اللحوح،  سوى هذه التكشيرة المستسلمة،  والنظرة الراكدة،  وقطرات من عرق،  تنعقد فوق جبهتك الغامقة".[7]
- "أغمض عيني في استسلام للجسد المنهك، لكني بلا تردد.. أجدني.. سرحت أتأمل بعينين منفتحتين، اهتزازات الجناح، فوق السحاب البعيد المتضام.. يحجب الأرض، وحدودها الغائمة.."[8]